# آرثر كونستانتين كريبز
آرثر كونستانتين كريبز (بالفرنسية: Arthur Constantin Krebs)‏ هو مخترِع وطيار ومهندس فرنسي، ولد في 16 نوفمبر 1850 في فيزول في فرنسا، وتوفي في 22 مارس 1935 في بلدية كيمبرلي في فرنسا.
Arthur Constantin KREBS: Main article on Wikiversity